# Anna Madeley
Anna Madeley (Londen, 1 oktober 1976) is een Britse actrice.

## Biografie
Madeley werd geboren en groeide op in Londen, zij doorliep de middelbare school aan de North London Collegiate School aldaar. Zij begon haar acteercarrière als jeugdactrice, en leerde het acteren aan de Central School of Speech and Drama in Londen. Van 2001 tot en met 2004 was zij lid van het theatergezelschap van de Royal Shakespeare Company in Stratford-upon-Avon, hierna trad zij nog in andere lokale theaters op.
Madeley begon in 1985 met acteren voor televisie in de film Claudia, waarna zij nog meerdere rollen speelde in films en televisieseries.

## Filmografie

### Films
Uitgezonderd korte films.
- 2020 National Theatre Live: Les Blancs - als dr. Martha Gotterling
- 2020 Sitting in Limbo - als Amelia Gentleman
- 2018 The Nutcracker and the Four Realms - als Marie Stahlbaum
- 2018 The Little Stranger - als Anne Granger
- 2018 The Mercy - als Sara Milburn
- 2017 The Child in Time - als Rachel Murray
- 2015 The Ones Below - als Abi
- 2014 The Crucible - als Elizabeth Proctor
- 2012 Strawberry Fields - als Gillian
- 2012 A Fantastic Fear of Everything - als WPC Taser
- 2010 The Secret Diaries of Miss Anne Lister - als Mariana Belcombe
- 2008 Brideshead Revisited - als Celia Ryder
- 2008 Affinity - als Margaret Prior
- 2008 In Bruges - als Denise
- 2007 The Old Curiosity Shop - als Betsy Quilp
- 2007 Consent - als Rebecca 'Becky' Palmer
- 2006 The Secret Life of Mrs. Beeton - als Isabella Beeton
- 2006 The Outsiders - als Erica Chapman
- 2006 Aftersun - als Esther
- 2005 Stoned - als receptioniste bij Stones
- 2004 The Rivals - als Lydia Languish
- 1999 Guest House Paradiso - als Saucy Wood Nymph
- 1989 Back Home - als scholiere
- 1985 Claudia - als meisje

### Televisieseries
Uitgezonderd eenmalige gastrollen.
- 2023 Secret Invasion - als minister Pamela Lawton - 3 afl.
- 2020-2022 All Creatures Great and Small - als mrs. Hall - 21 afl.
- 2022 Anatomy of a Scandal - als Ellie Frisk - 2 afl.
- 2021 Time - als Anne Warren - 2 afl.
- 2020 Deadwater Fell - als Kate Kendrick - 4 afl.
- 2018 Patrick Melrose - als Mary Melrose - 3 afl.
- 2018 Silent Witness - als Anna Lawson - 2 afl.
- 2016-2017 The Crown - als Clarissa Eden - 4 afl.
- 2015 Code of a Killer - als Sue Jeffreys - 2 afl.
- 2013 Mr Selfridge - als miss Ravillious - 7 afl.
- 2013 Utopia - als Anya - 6 afl.
- 2013 Silent Witness - als Annette Kelly - 2 afl.
- 2012 Secret State - als Gina Hayes - 4 afl.
- 2008 Crooked House - als Katherine - 2 afl.
- 2008 The Children - als Polly - 3 afl.
- 2008 Waking the Dead - als Anna Vaspovic - 2 afl.
- 2008 Sense and Sensibility - als Lucy Steele - 2 afl.
- 2003-2005 The Royal - als verpleegster Samantha Beaumont - 20 afl.
- 2000 A Dinner of Herbs - als Florrie Roystan - 2 afl.

- Bibsys: 12001209
- Bibliothèque nationale de France: cb171211398 (data)
- International Standard Name Identifier: 0000 0004 6019 6703
- Library of Congress Control Number: no2007068130
- Nationale Bibliotheek van Tsjechië: mzk20201068376
- Nationale Bibliotheek van Israël: 987007327016305171
- Nederlandse Thesaurus van Auteursnamen: 317888196
- Système universitaire de documentation: 161734200
- Virtual International Authority File: 51468907
- WorldCat: E39PBJkXwRK4fy3CwFFcHykFKd